# 分部光実
分部 光実（わけべ みつざね）は、江戸時代中期から後期にかけての大名。近江国大溝藩8代藩主。分部家9代。官位は従五位下・左京亮。

## 生涯
宝暦6年（1756年）5月22日、または6月21日、7代藩主・分部光庸の長男として、大溝にて誕生。母は黒川氏。
天明5年（1785年）3月10日、父が隠居したため、その跡を継いだ。4月19日には初めて領国入りをするための暇が認められた。天明5年（1785年）6月、藩校「修身堂」を創設し、中村鸞渓（中村徳勝）をその長（文芸奉行）に任命した。天明6年（1786年）12月18日、従五位下左京亮に叙任。
天明8年（1788年）6月には心学者の中沢道二を登用するなどして学問発展に尽くした。また、藩内で博打などが横行して士風が緩んでいたため、博打を禁止し、厳格な法令を制定することで風紀の立て直しを図った。藩財政においても窮乏化を再建するため、自らが厳しく倹約することで見本とした。寛政3年（1791年）には大倹約令を出した。
文化5年（1808年）4月14日、または4月23日死去。享年53。跡を次男・光邦が継いだ。

## 系譜

### 『寛政重修諸家譜』の記載
光実は『寛政重修諸家譜』編纂時の当主である。『寛政譜』の記載は以下の通り。子の続柄の後に記した ( ) 内の数字は『寛政譜』の記載順。
- 父：分部光庸
- 母：黒川氏
- 正室：本多正珍の娘
  - 長男(1)：分部光弘
  - 長女(2)
  - 二女(3)
  - 三女(5)
  - 四女(6) - 安部信操室
- 側室：小沢氏
  - 次男(4)：分部光邦
- 側室：某氏
  - 五女(7) - 土方久敬婚約者
  - 三男(8)：唯之助

#### 補足
- 『寛政譜』編纂時点では3男5女が記されている。正室本多氏所生とされているのが光弘・長女・次女・三女・四女（安部信操室）。五女（土方久敬婚約者）と唯之助が同母とされている[9]
- 森川俊知正室（法号は仙寿院殿天誉皓月清光貞照大法尼）については、八重という実名が伝わっており、その実母の法名は桂雲院殿心月妙鏡大禅定尼である[10]

### 他の情報源を勘案した子女の一覧
- 長男：分部光弘、生母は正室
- 長女：千代、生母は小沢氏（側室）
- 次女：梅 - 小出英筠継室
- 次男：分部光邦
- 三女：八重 - 森川俊知継室
- 四女：岩 - 田沼意留継室
- 五女：みえ
- 六女：恵茂 - 長岡義之室
- 三男：唯之助、生母は側室
- 四男：溝口勝匡 - 実匡とも
- 五男：池田長溥 - 池田長喬の養子
- 七女：糸
- 八女：賀弥 - 高力某の養女
- 九女：佐恵 - 久留某の養女
- 十女：安部信操正室

## 備考
- 俳句や茶道を好んだ[2]。